# Abroutissement

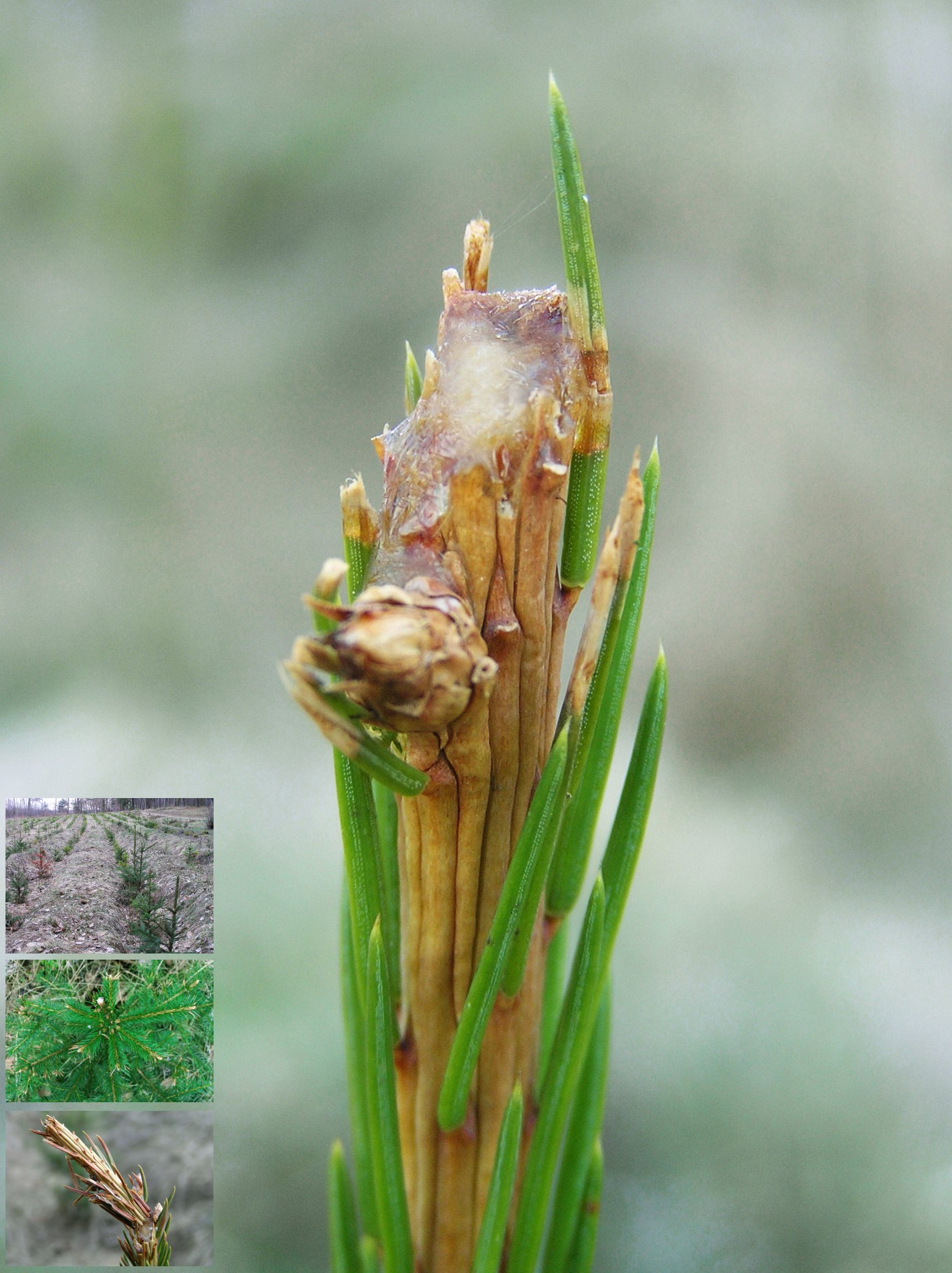
Abroutissement du bourgeon terminal d'un épicéa par un lièvre.

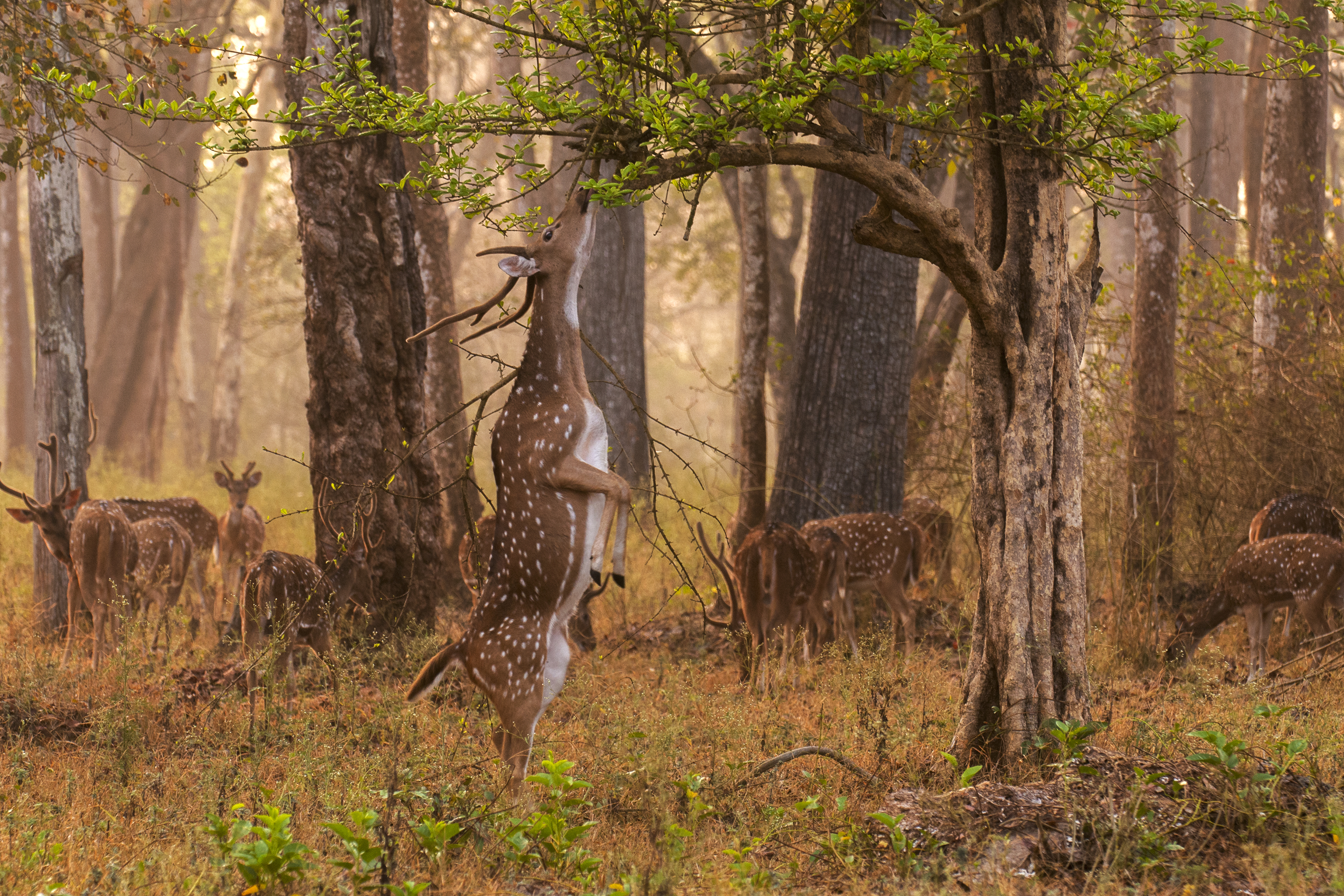
Il existe une relation positive entre la hauteur d'abroutissement des végétaux et la hauteur au garrot des herbivores.

L'abroutissement est le nom donné au broutage de broussailles et de jeunes arbres par les animaux sauvages ou le bétail ainsi qu'à la déformation que cette consommation fait subir aux végétaux qui y sont exposés. On s'en sert désormais comme d'un indicateur des relations entre la forêt et le gibier. La pression d'abroutissement est également un indicateur des relations entre ruminants et pelouses, prairies de pâturage ou cultures.

## Dégâts sur les arbres par la faune sauvage
Les arbres sont susceptibles d'assurer une production de bois et de fruits charnus (arbres fruitiers) ou secs (glands, faînes, châtaignes, noix, noisettes….) consommables par l’homme et les animaux. Lorsque la faune sauvage altère ces différentes productions végétales, on parle de dégât, c’est-à-dire « toute action du gibier qui, par sa présence, sa consommation et/ou son comportement, réduit le rendement, actuel ou futur, quantitatif ou qualitatif, d’une production ligneuse ou agricole ».
L'abroutissement (prélèvement et consommation des bourgeons, des jeunes pousses vertes et tendres et des rameaux lignifiés) fait partie des principaux dégâts sur les arbres avec le frottis (de frayure et de rut), l’écorçage (consommation d’écorce par les cervidés) et le rongement d’écorce (morsures par les lièvres et les lapins).
Concernant l'abroutissement, il faut distinguer le cas des feuillus de celui des conifères. Pour ces derniers, la suppression du bourgeon terminal se traduit par une compensation : les bourgeons axillaires essaient de prendre la place du bourgeon terminal, que celui-ci soit à la cime de l'arbre ou sur une branche : il y a développement anarchique de ramifications, et transformation d'un arbre monotige en arbre à plusieurs axes simultanés, en rupture avec le caractère monotige qui est généralement le cas des conifères très utilisés par l'industrie forestière; sapins épicés, douglas, pins, ... Pour les feuillus qui ont une structure multicaule, la suppression des bourgeons est moins grave, une tige non abroutie va rapidement devenir dominante et la modification de la structure de l'arbre limitée, voire nulle.

Quelques exemples d'abroutissements et de protections
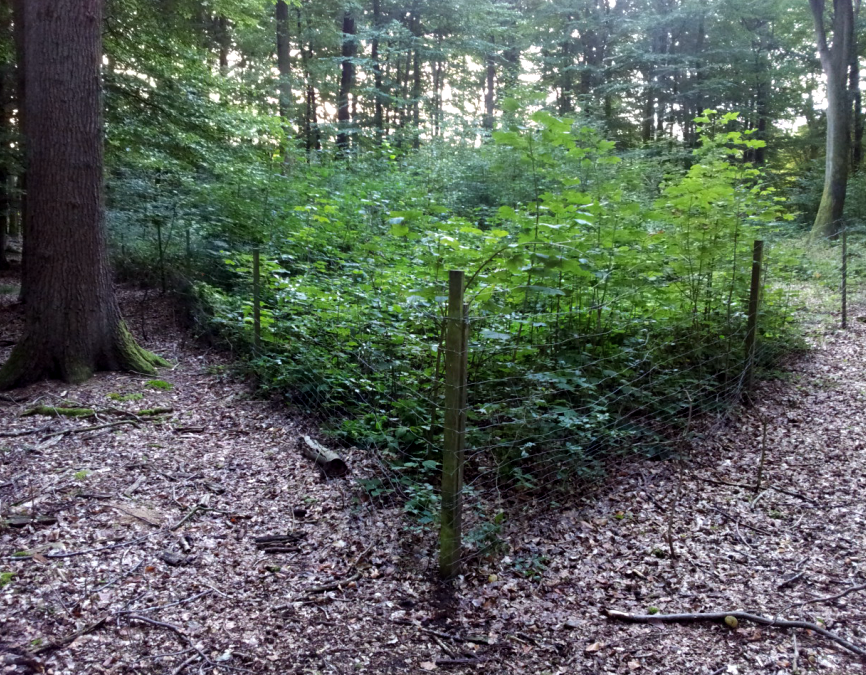
Enclos-exclos destiné à surveiller l’impact du gibier herbivore en forêt — noter l’absence de régénération naturelle hors de l’enclos.
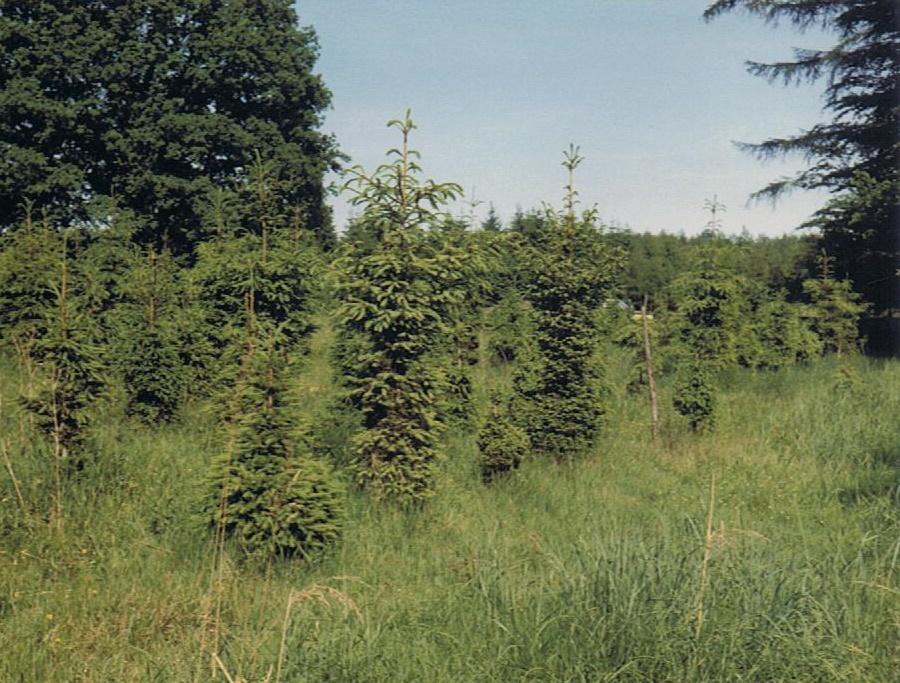
Abroutissement sur de l'épicéa.
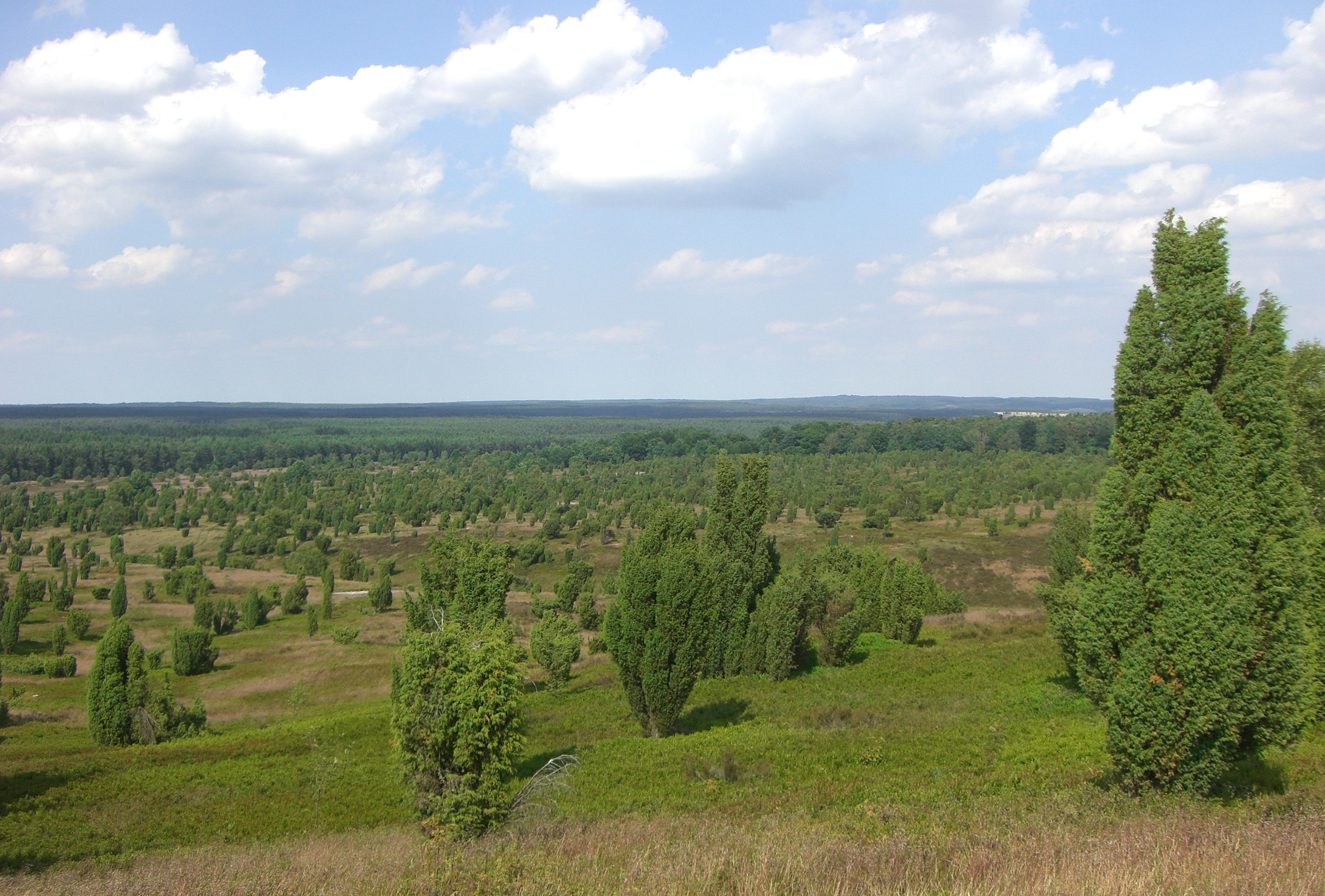
Lande dont les genévriers ont été sculptés par des abroutissements réguliers (Basse-Saxe, Allemagne)
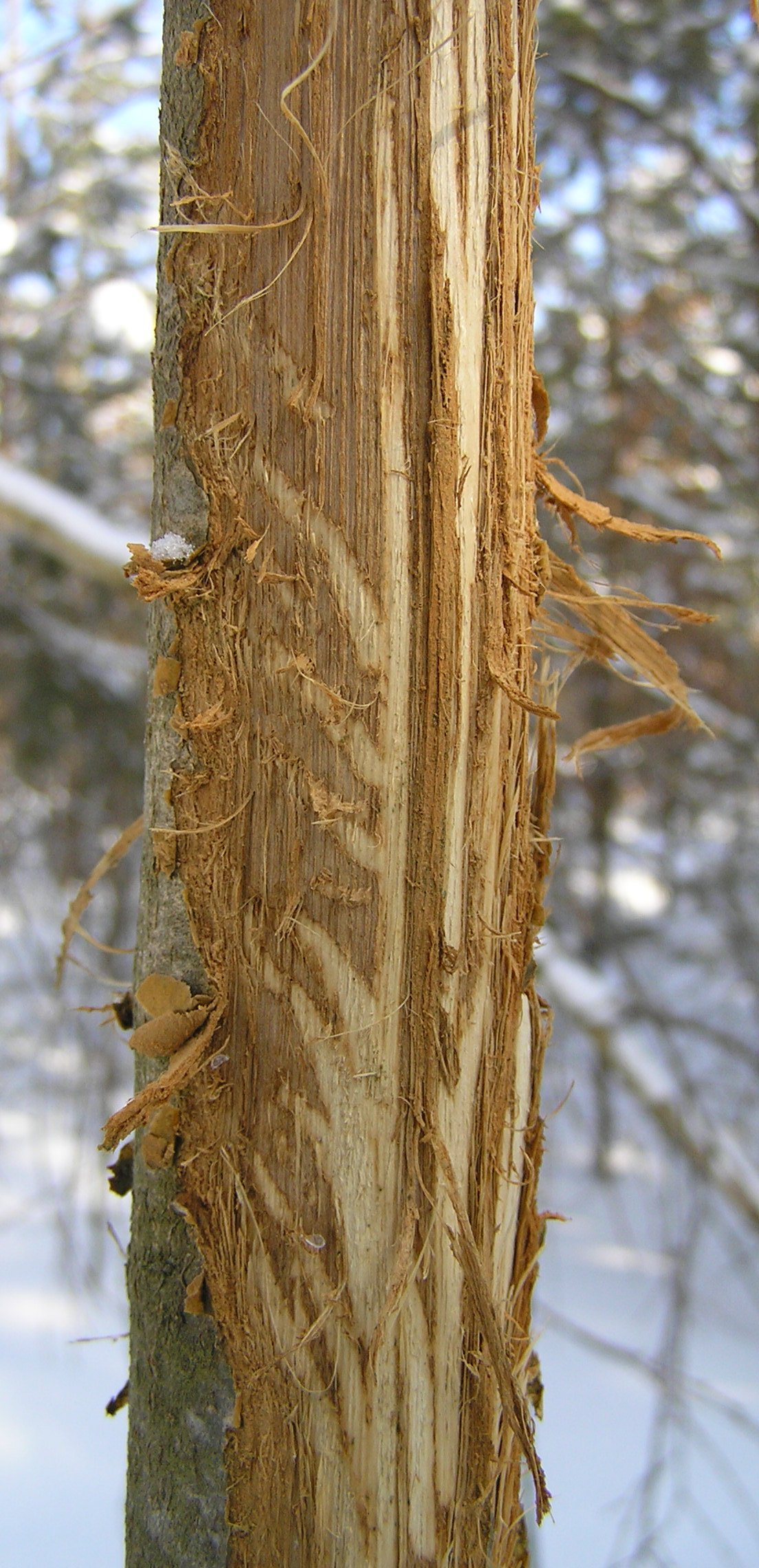
Écorçage de chêne.
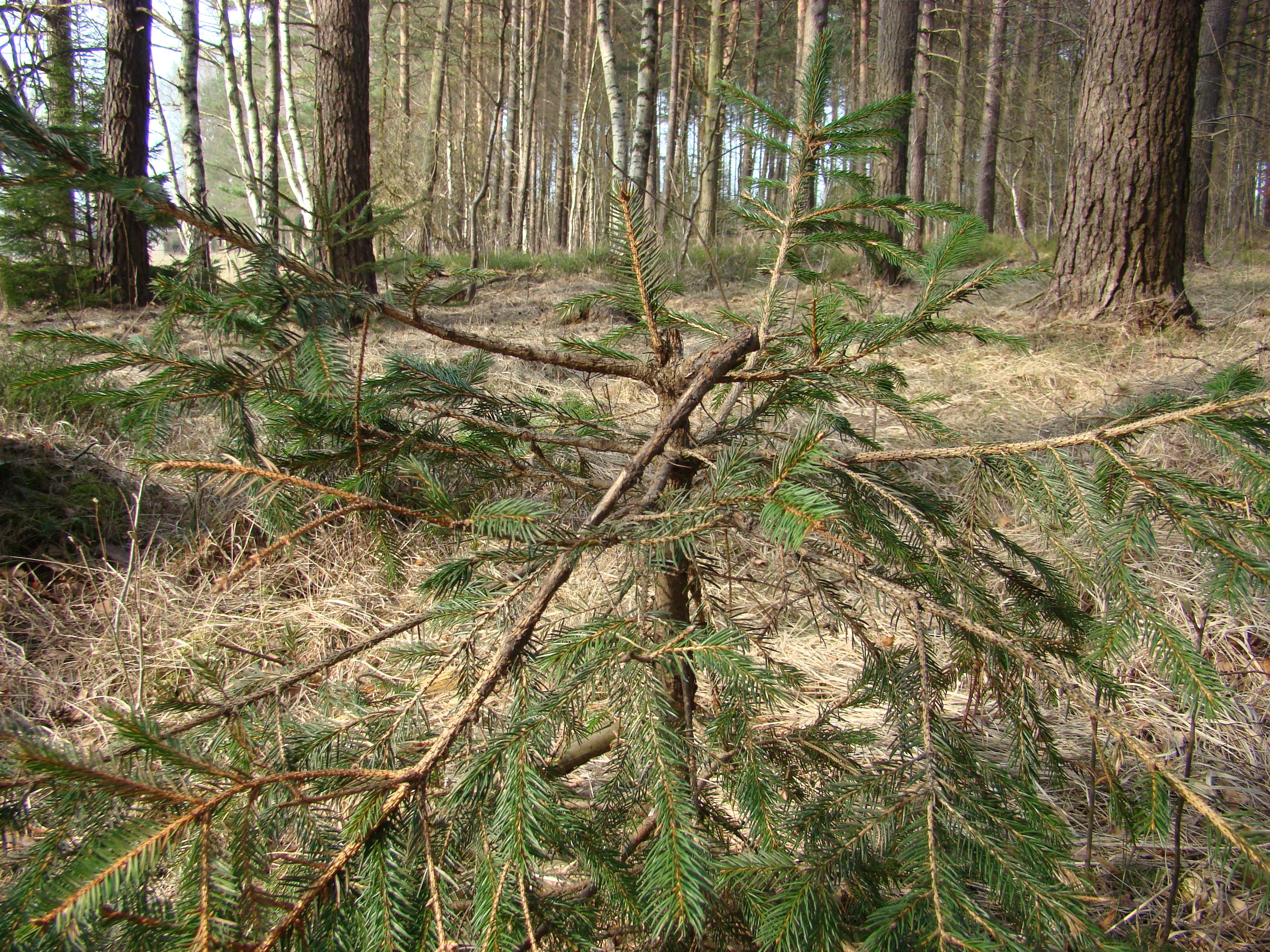
Désorganisation de la poussée d'un jeune sapin blanc après abroutissement.
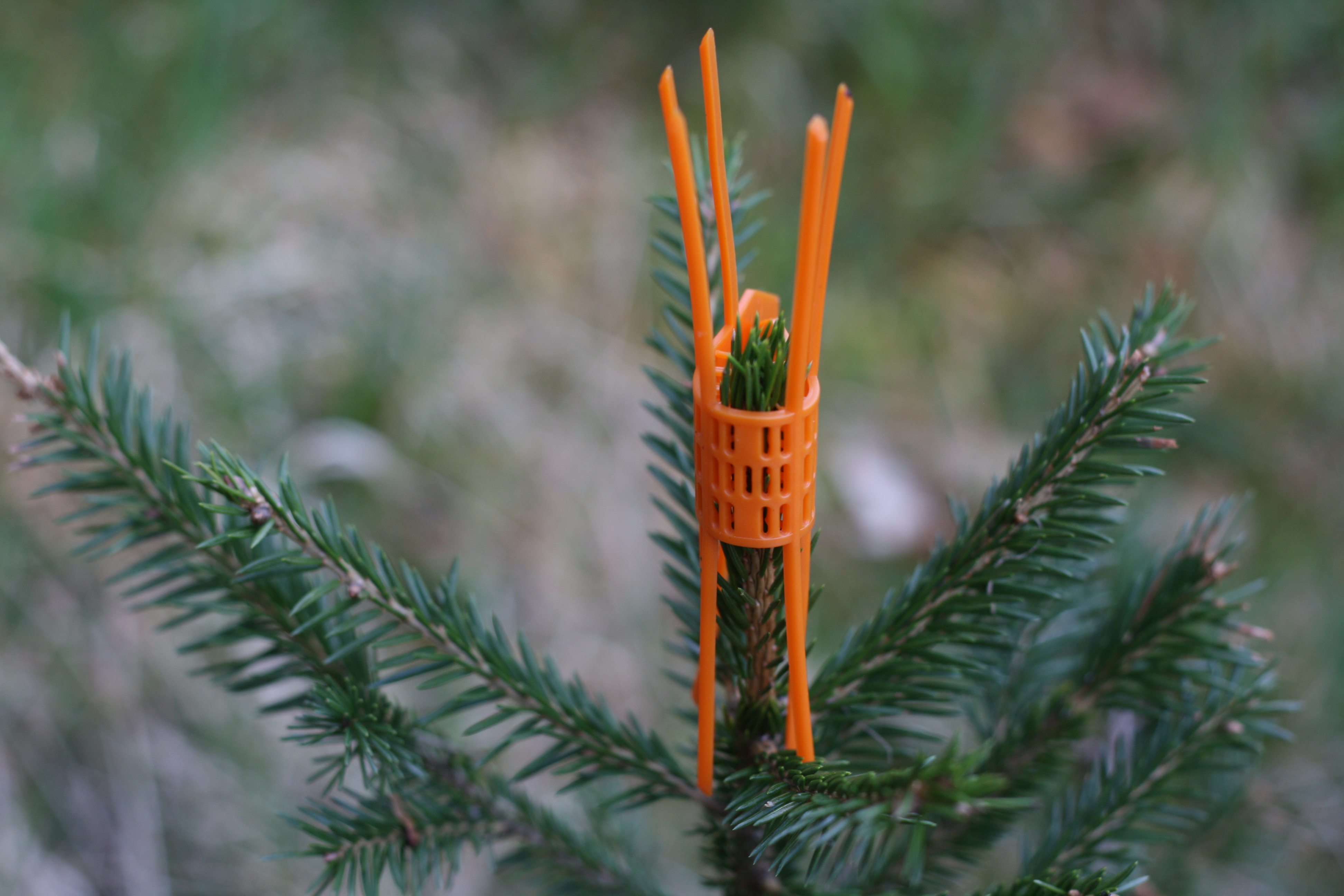
Protection plastique du bourgeon terminal d'un sapin blanc.
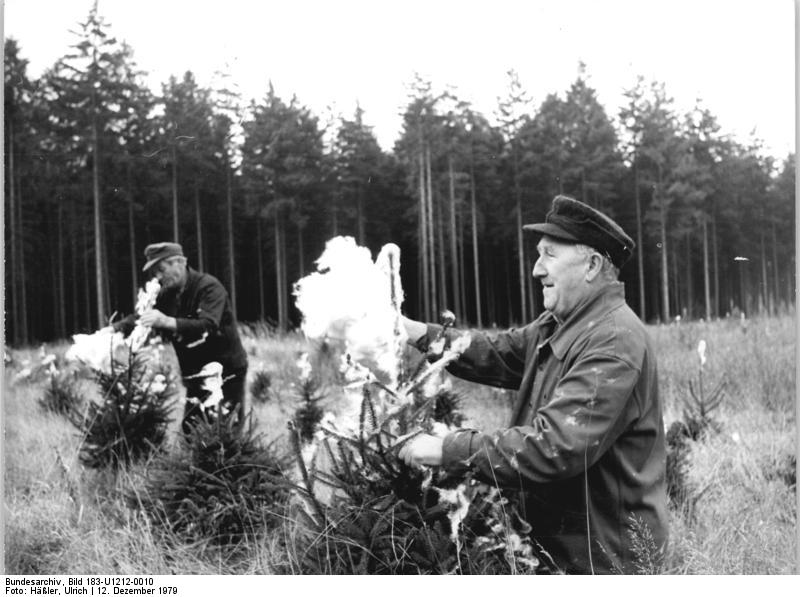
Protection des plantations de sapins grâce à de la ouate (Dresde, Allemagne).